# Josef Mayer (Jurist)
Josef Mayer (* 28. August 1887 in Koblenz; † 27. Juni 1961 in Frankfurt am Main) war ein deutscher Jurist und von 1950 bis 1957 Präsident des Bundesrechnungshofes.

## Leben
Mayer studierte Rechtswissenschaft. Am Ersten Weltkrieg nahm er als Leutnant der Reserve teil. Danach trat Mayer in den Staatsdienst ein, ab August 1920 war er Regierungsrat im Reichsministerium des Innern. Im Jahre 1930 kam Mayer ins Reichsfinanzministerium, wo er ab Oktober 1932 das Generalreferat der Haushaltsabteilung leitete.
In den Jahren 1938/1939 leistete Mayer, der nicht der NSDAP angehörte, einen bemerkenswerten Widerstand gegen die angestrebte Expansion des NS-Apparates, indem er zu Stellenanforderungen im Haushaltsaufstellungsverfahren Gutachten des Reichsrechnungshofs einholte und sich auf diese Weise Unterstützung seiner restriktiven Ziele erhoffte. Das Finanzministerium erbat vom Reichsrechnungshof u. a. Gutachten über den Stellenplan der Verwaltung bei der SS-Verfügungstruppe und eine Prüfung beim Volksgerichtshof sowie bei der Staatsanwaltschaft. Ab August 1941 leitete Mayer die Haushaltsabteilung des Reichsfinanzministeriums.
Von August 1945 bis Herbst 1946 leitete Mayer die Haushaltsabteilung der neugegründeten Deutschen Zentralfinanzverwaltung für die Sowjetische Besatzungszone in Ostberlin. Im Sommer 1946 kam es zu erheblichen Konflikten mit der sowjetischen Besatzungsmacht, die Mayer veranlassten, in die britische Zone zu wechseln, wo er ab Oktober 1946 die Leitung des Zentralhaushaltsamtes in Hamburg übernahm. Im Herbst 1948 wurde Mayer Vizepräsident des Rechnungshofs im Vereinigten Wirtschaftsgebiet in Hamburg, später in Frankfurt am Main. Mayer übernahm kommissarisch die Geschäfte des Rechnungshofpräsidenten. Am 7. Dezember 1950 wurde Mayer erster Präsident des Bundesrechnungshofs. Ab 1952 übernahm er die Aufgaben des Bundesbeauftragten für Wirtschaftlichkeit in der Bundesverwaltung. Im Jahre 1957 trat Mayer in den Ruhestand.

## Ehrungen
- 1953: Großes Verdienstkreuz mit Stern und Schulterband der Bundesrepublik Deutschland